# Gurbangulî Berdîmuhamedov
Gurbangulî Mialikgulîievici Berdîmuhamedov (în turkmenă Gurbanguly Mälikgulyýewiç Berdimuhamedow, în rusă Гурбангулы Мяликгулыевич Бердымухамедов, transliterat Gurbangulî Mialikgulîievici Berdîmuhamedov, forma cea mai utilizată; n. 29 iunie 1957, Babarab, districtul Geok Tepe) este din 14 februarie 2007 președintele Turkmenistanului.

## Biografie
Gurbangulî Mialikgulîievici Berdîmuhamedov s-a născut la 29 iunie 1957 la Babarab, astăzi în districtul Geok Tepe din provincia Ahal, pe atunci în Republica Sovietică Socialistă Turkmenă. A obținut o diplomă a Institutului de Medicină de stat din Republica Sovietică Socialistă Turkmenă, în 1979, și și-a început cariera în domeniul stomatologiei. A obținut un doctorat în științe medicale la Moscova. Până în 1992 a făcut parte din corpul didactic de stomatologie al învățământului medical superior turkmen.
A devenit director al departamentului însărcinat cu serviciile de stomatologie din Ministerul Sănătății din Turkmenistan, în 1995, după care a fost numit ministru al sănătății și al industriei medicale, la 28 mai 1997, apoi vice-președinte al Consiliului Miniștrilor însărcinat cu sănătatea, educația și științele, la 3 aprilie 2001, în guvernul lui Saparmurat Niiazov. În această funcție a organizat în anul 2004 politica sanitară imaginată de președintele Niiazov: suprimarea spitalelor de la țară și desființarea unui număr de 15.000 de locuri de muncă în domeniul medical, pentru a se face economii bugetare.
În timp ce portofoliile ministeriale se schimbau constant, Gurbangulî Berdîmuhamedov devenea decan al guvernului. Rarele sale apariții în public și absența carismei au făcut să fie supranumit „umbra” lui Saparmurat Niiazov, cu atât mai mult că se asemăna cu președintele Niiazov prin părul său negru și fața largă.
După moartea președintelui Saparmurat Niiazov, survenită la 21 decembrie 2006, a fost însărcinat cu conducerea comisiei formate pentru organizarea funeraliilor președintelui defunct. În epoca sovietică, cel căruia i se încredința această sarcină era, în general, succesorul oficios al defunctului.
Constituția turkmenă prevedea că în caz de deces al președintelui țării, președintele Adunării Populare (Parlamentul) trebuie să asigure interimatul în fruntea statului. Drept urmare, cel care ar fi trebuit să asigure interimatul era Övezgeldî Ataiev, însă justiția, imediat după decesul lui Niiazov, a deschis o anchetă cu privire la presupuse activități criminale ale lui Ataiev. Acesta și-a văzut astfel blocată posibilitatea de a prelua această funcție, iar Consiliul de Securitate al Turkmenistanului l-a numit pe Gurbangulî Berdîmuhamedov președinte interimar.
Potrivit alineatului 2 din articolul 60 al constituției Turkmenistanului, președintele interimar nu putea să candideze în cadrul alegerilor prezidențiale. Totuși, după o modificare a constituției, lui Gurbangulî Berdîmuhamedov i s-a permis acest lucru, alături de alți cinci candidați desemnați de Consiliul Poporului la 26 decembrie 2006.
Obținând 89,23% din sufragii în urma scrutinului prezidențial desfășurat la 11 februarie 2007, în fața celorlalți candidați, Gurbangulî Berdîmuhamedov a depus jurământul de președinte la 14 februarie 2007 și a intrat oficial în funcția de șef al statului turkmen. Noul președinte a promis să promoveze întreprinderea privată, să păstreze avantajele sociale pentru popor și să creeze noi locuri de muncă.
Berdîmuhamedov a făcut prima vizită oficială în străinătate după ce a devenit președinte al statului turkmen în Arabia Saudită, la jumătatea lunii aprilie a anului 2007, efectuând pelerinajul la Mecca, unde l-a întâlnit pe regele saudit Abdullah. La sfârșitul aceleiași luni, a făcut o vizită în Rusia și s-a întâlnit cu președintele rus Vladimir Putin.
Gurbangulî Berdîmuhamedov s-a întâlnit cu președintele Statelor Unite ale Americii, Barack Obama și cu soția acestuia, Michelle Obama, la 23 septembrie 2009.
A fost reales președinte al Turkmenistanului în februarie 2012.

## Regimul său politic
Regimul lui Gurbangulî Berdîmuhamedov este considerat de mai multe organisme independente drept o dictatură: într-adevăr, cultul personalității, scorurile „sovietice” la alegeri, proiectele faraonice, cum este așa-numitul „Palat al fericirii” inaugurat cu mare pompă, pentru sărbătorirea a 20 de ani de independență a Turkmenistanului, cu sume de bani disproporționate față de bogăția țării, sunt indicii care converg spre această concluzie. La sfârșitul lunii mai 2015, a fost dezvelită, la Așgabat, o statuie de 21 de metri, turnată în bronz și acoperită cu foiță de aur; această statuie reamintește de cultul personalității predecesorului său, Saparmurat Niazov, care pusese să i se ridice o statuie, din aur, care se rotea în așa fel încât fața să-i fie mereu luminată de razele Soarelui. După decesul lui Niazov, președintele Berdîmuhamedov a dispus mutarea acestei statui la periferia orașului Așgabat. Pe de altă parte, cărțile predecesorului său au fost retrase din librării, pentru a fi înlocuite cu scrieri de ale președintelui Gurbangulî Berdîmuhamedov, pe subiecte diverse de la arta tapiseriei la filosofia turkmenă.
În 2017 Tukmenistanul ocupă locul al 154-lea pe scara corupției din 176 de țări testate de Transparency International. Potrivit ONG Human Rights Watch,
„Turkmenistanul rămâne una dintre țările cele mai represive din lume, care afișează un bilanț dezastruos asupra drepturilor omului.”
Pentru a încuraja turismul spre țara sa, președintele Berdîmuhamedov a inițiat construirea la Așgabat a celui mai mare aeroport internațional din Asia Centrală, având o capacitate de 17 milioane pasageri pe an. El a fost deschis in septembrie 2016. Un nou gigantic complex sportiv din marmură va gazdui in anul 2018 Campioanele asiatice de lupte marțiale. În regiunea Abaza din vestul țării s-a inițiat dezvoltarea unui complex de cazinouri, un Las Vegas al Turkmenistanului.

## Galerie de imagini

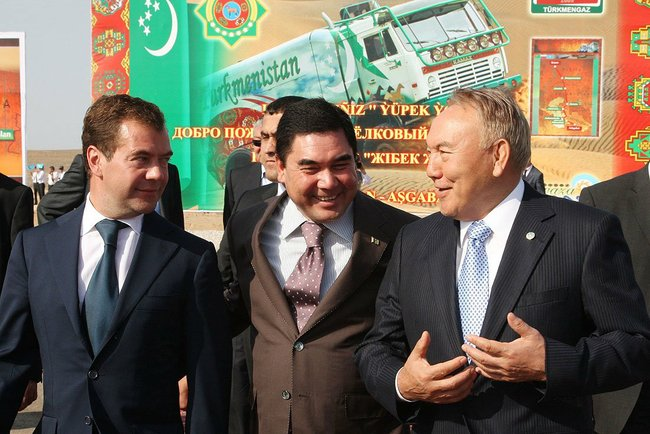
Gurbangulî Berdîmuhamedov între Dmitri Medvedev (în dreapta sa) și Nursultan Nazarbayev (în stânga sa), la 13 septembrie 2009.
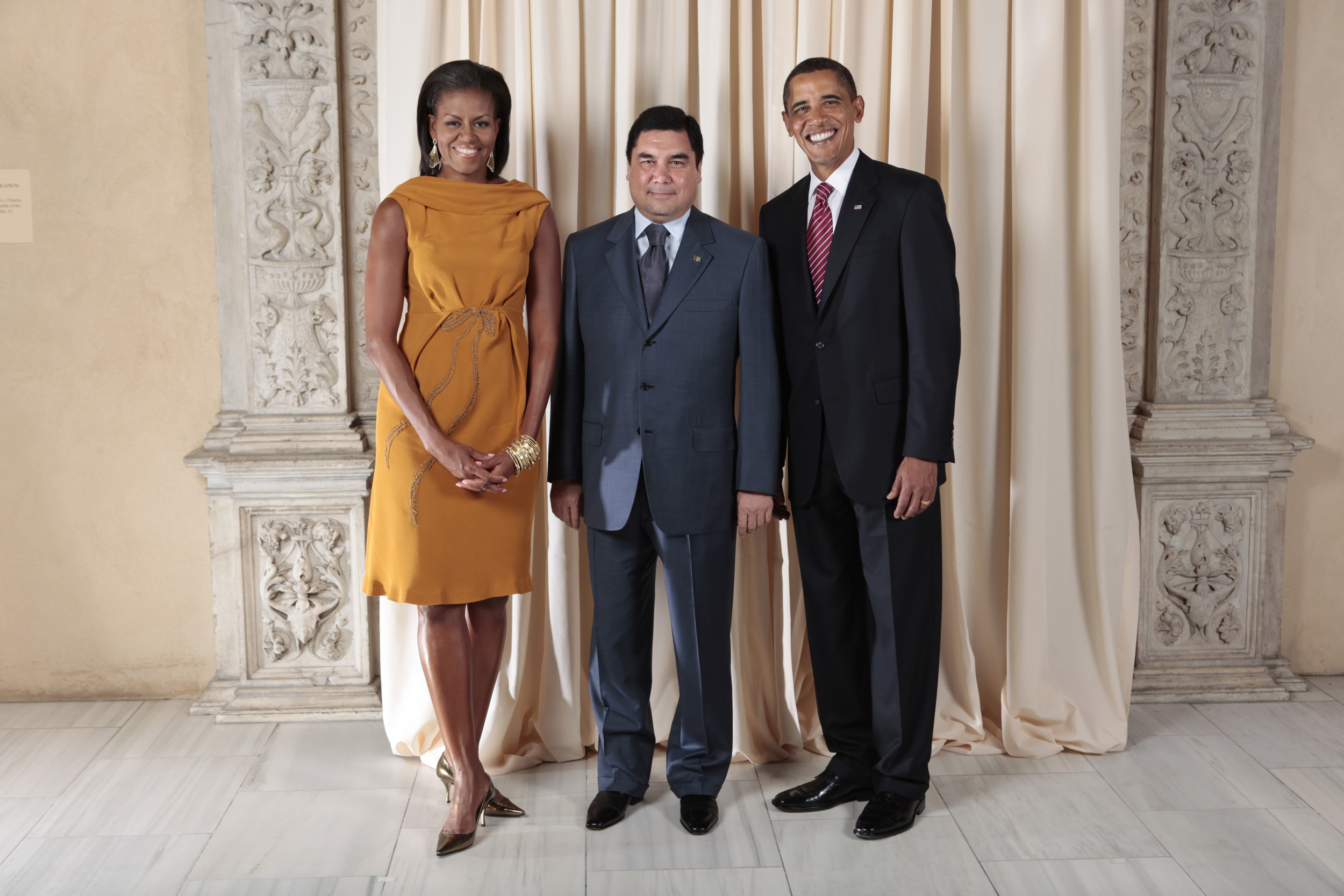
Gurbangulî Berdîmuhamedov împreună cu Barack Obama și Michelle Obama, la 23 septembrie 2009.